# أدوكسة
أدُوكْسَة من اليونانية: عديم المجد أو غير مرئي (الاسم العلمي: Adoxa)، جنس نباتات من فصيلة المسكية، يحتوي الجنس على نوعين فقط
- أدوكسة مسكية
- Adoxa xizangensis G.Yao